# Broń indywidualna

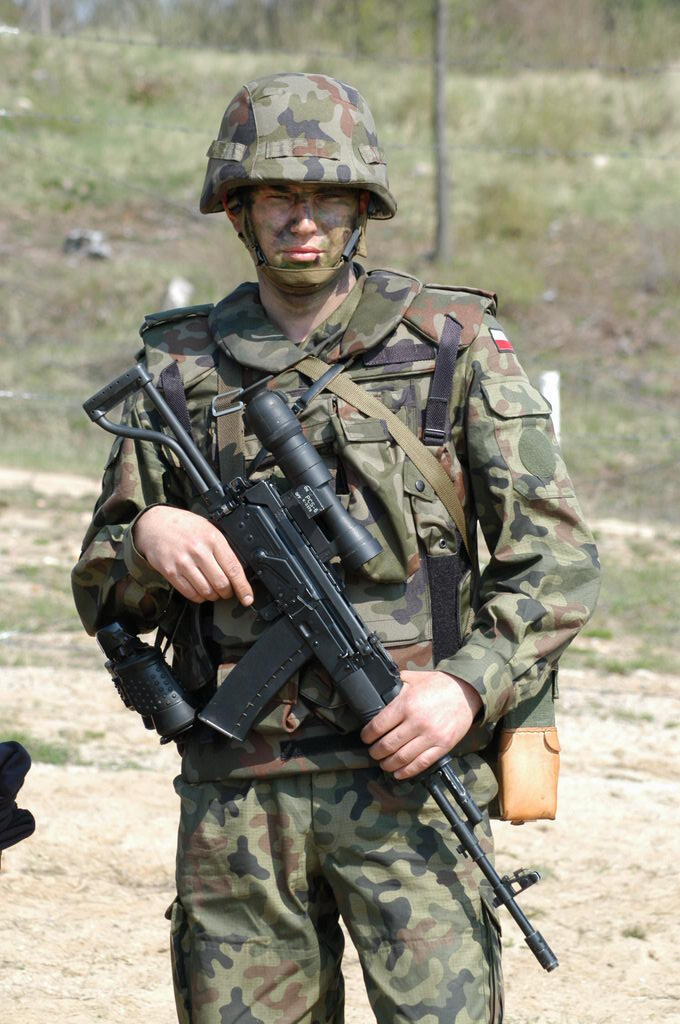
Żołnierz Wojska Polskiego uzbrojony w karabinek wz. 96 Beryl stanowiący jego uzbrojenie indywidualne

Broń indywidualna (osobista, ręczna) – broń obsługiwana i noszona przez jedną osobę. W wojsku stanowiąca etatowe wyposażenie pojedynczego żołnierza.
Zalicza się do niej:
- broń strzelecką (rewolwery. pistolety, pistolety maszynowe, karabinki, karabiny, granaty ręczne, a także niektóre typy granatników)
- broń białą (np. bagnety i noże szturmowe)